# Ол Доињо Ленгаи
Ол Доињо Ленгаи, односно „Божја планина“ на језику Масаи народа, активни је вулкан у близини раседа Грегори, јужно од језера Натрон, у области Аруша у Танзанији. Као део вулканског система источноафричког раседа, јединствен је у свету по томе што избацује лаву у облику соде (натријум-карбонат).

## Геологија
Ол Доињо Ленгаи је јединствен међу активним вулканима по томе што производи натрокарбонатитску лаву, јединствену појаву вулканског карбонатита. Неколико старијих угашених карбонатитских вулкана налази се у близини, укључујући планину Хома.

### Лава
Док је лава углавном богата силикатним минералима, лава из Ол Доинио Ленгаи вулкана је карбонатит. Богата је ретким натријумовим и калијумовим карбонатом, њереритом и грегоритом. Због овог необичног састава, лава избија на релативно ниским температурама од око 510 °C. Ова температура је толико ниска да је истопљена лава црне боје на сунцу, за разлику од обичне лаве која има црвени сјај. Такође је много течније текстуре него силикатна лава, често мање вискознија од воде. Минерали натријумових и калијумових карбоната из лаве која је избила површину нестабилни су и подложни атмосферским утицајима, брзо мењају боју од црне ка сивој. Добијени вулкански пејзаж се разликује од било ког другог на планети.

## Екологија
Ширење карбонатитског пепела по околним пашњацима доводи до јединствено сочне, обогаћене вегетације. То чини подручје виталним окупљалиштем током годишње миграције гнуова, и на њему се сваке године рађа неколико хиљада телади.

## Ерупције

### 1883—1915
Ерупције на планини се прате од 1883. године. Изливања су забележена између 1904. и 1910. и између 1913. и 1915. године.

### 1917
Велика ерупција јуна 1917. године избацила је вулкански пепео и до 48 km у даљину.

### 1926
Ерупција је трајала неколико месеци током 1926. године.

### 1940
Ерупција која је трајала од јула до децембра 1940. године, избацила је пепео чак до Лолионда, што је удаљеност од 100 km.

### 1950
Неколико мањих ерупција лаве забележено је током 1954, 1955 и 1958. године.

### 1960
Мање ерупције примећене су почетком шездесетих година 20. века.
Јака ерупција догодила се 14. августа 1966. године. Геолози Џ. Б. Досон и Џ. К. Кларк посетили су кратер недељу дана касније и забележили су постојање „густог стуба црног пепела“, који је растао око хиљаду метара изнад вулкана и удаљавао се на север према језеру Натрон. Када су се попели уз купасту падину, приметили су континуирано пражњење гаса и беличасто-сивог пепела и прашине из гротла вулкана. У року од 48 сати након ерупције, све околне долине биле су прекривене прљавобелим пепелом. Ерупција је трајала око 3 недеље.

### 2007
Вулканска активност на планини изазвала је свакодневна подрхтавања тла у Кенији и Танзанији од 12. јула 2007. до 18. јула 2007 у 8.30 у Најробију. Најјачи потрес мери 6,0 степени Рихтерове скале. Геолози су претпоставили да је нагли пораст потреса био показатељ кретања магме кроз Ол Доињо Ленгаи. Вулкан је прорадио 4. септембра 2007. године, шаљући печурку пепела и паре најмање 18 km увис и покривајући северну и западну падину свежом лавом.

### 2008
Ерупција из 2007. се наставила повремено и током 2008. Крајем фебруара је пријављено да прикупља снагу, да би велика ерупција избила 5. марта. Периоди неактивности су праћени ерупцијама 8. и 17. априла. Еруптивна активност се наставила до краја августа 2008. Посета кратеру у септембру 2008. године показала је да је избацивање лаве и даље у току, из два отвора на дну новог кратера. Посете кратера у марту и априлу 2009. су показале да је вулканска активност престала.

### 2010
У октобру 2010. године, два одвојена тока лаве и мало језеро лаве су фотографисани током прелетања кратера.

### 2013
Вулкан наставио да избацује натрокарбонатитску лаву која је почела да пуни велики кратер настао ерупцијом из 2007-2008. године. Од јула 2013. године, постоји велики активни хорнито на западној ивици на дну кратера. Током јуна, становници у близини вулкана пријавили су неколико земљотреса. Нови кратер је неприступачан и планинари су само повремено долазили до њега.

## Легенда
Номадски народ Масаи који живи на територији Танзаније и Кеније, верује да бог Енгаи производи громогласне звуке на врху вулкана. Једна од битнијих божанстава је Наитеру Коп, која се сматра првом мајком. Живела је у рају са много деце, али без мужа. Често је посматрала месец и дивила се његовој лепоти, а када ју је Енгаи питао да ли жели да жртвује месец или једно њено дете, без размишљања се определила да жртвује своје дете зарад месеца. Овим чином, прва мајка је створила људску смртност.

## Галерија
- Ерупција вулкана Ол Доињо Ленгаи током 2008.
- Вулкан после јаке ерупције.
- Вулкан шаље огромне облаке паре и пепела ка југу.
- Поглед на вулкан из ваздуха.
- Вулкан у октобру 2011.
- Планина Ленгаи виђена са језера Натрон, Северна Танзанија.
- Кратер вулкана Ол Доињо Ленгаи у јануару 2011.